# Битва при Арсуфе
Битва при Арсуфе (7 сентября 1191) — битва в рамках Третьего крестового похода между силами крестоносцев во главе с королём Англии Ричардом Львиное Сердце и силами айюбидов во главе с султаном Салах ад-Дином, произошедшая недалеко от города Арсуф (ныне Израиль).
Победа крестоносцев стала первой значительной победой в открытом бою со времён битвы при Монжизаре в 1177 году. Битва при Арсуфе и последовавшая за ней битва при Яффе позволила христианам добиться возвращения прибрежной полосы Средиземного моря под свой контроль.

## До сражения

### К югу от Акры
После завершения осады Акры в июле 1191 года Ричард Львиное Сердце принял верховное командование над объединёнными силами крестоносцев. Главной целью Третьего крестового похода оставалась надежда на возвращение в руки христиан Иерусалима, осаждённого и взятого в 1187 году войсками Салах ад-Дина. Ричард понимал, что прежде чем атаковать Иерусалим, ему необходимо усилить свой контроль в Акре, чтобы сохранить необходимые для снабжения порты города. 22 августа войско в боевом порядке начало марш вдоль берега к югу от Акры. Флот крестоносцев продвигался на юг, не опасаясь египетского флота, большая часть которого была потоплена или захвачена при осаде Акры.
Помня урок битвы при Хаттине, Ричард знал, что его армия больше всего будет страдать от нехватки воды и теплового истощения. Поэтому, несмотря на нехватку времени, продвигались они только в утренние часы, до наступления пика жары, делали частые остановки около источников воды. Флот крестоносцев старался сохранять тесный контакт со своими наземными силами и обеспечивал их необходимыми поставками воды и пищи, принимал на борт раненых и больных.
Сознавая постоянную опасность со стороны армии айюбидов, войска продвигались в строгом боевом порядке: двенадцать конных отрядов, по сотне рыцарей в каждом, ехали по центру плотными колоннами; пехота маршировала вокруг них плотным кольцом, давая всадникам некоторую защиту от возможных атак конных стрелков противника. Внешнее кольцо пехоты состояло из арбалетчиков, вдоль берега моря посменно передвигались отряды, отдыхая от постоянных стычек с армией Саладина. Ричард мудро руководил своими войсками, стараясь сохранить их силы.

Хотя крестоносцы страдали от атак воинов Саладина, которые выходили ночью из лесов, приказ Ричарда выполнялся беспрекословно: держать строй и поддерживать дисциплину в любых, даже самых тяжёлых обстоятельствах. Баха ад-Дин ибн Шаддад, мусульманский хронист, так описывал передвижение крестоносцев: 
Мусульмане обстреливали их фланги, пытаясь разбить их строй, потому как они жёстко себя контролировали и прокладывали путь так, чтобы их корабли держались чётко напротив них, и так от остановки до остановки, пока не разобьют лагерь.
Баха ад-Дин ибн Шаддад также описал разницу между арбалетами христиан и луками мусульман. По его словам, он видел крестоносцев, в доспехах которых торчало по десять стрел, не причинив им особого вреда, в то время как арбалеты поражали и лошадей, и воинов мусульман.

### Стратегия Саладина
Обременённые пехотой и обозом, крестоносцы двигались медленно, в то время как войско айюбидов, состоящее в основном из конницы, было более мобильным. Не имело никакого смысла уничтожать урожаи, лежащие на пути христиан, так как флот, двигавшийся на юг параллельно наземным силам, снабжал армию необходимым провиантом.
25 августа арьергард, пересекая ущелье, оказался практически отрезан от основной группы, однако наездники так стремительно сомкнули ряды, что мусульмане были вынуждены спасаться бегством. С 26 до 29 августа нападения также не произошло, потому что армия Ричарда подошла к горной гряде Кармель, огибая берег, а армия Саладина пошла в обход. Айюбиды появились в окрестностях Кесарии раньше, чем крестоносцы, выбравшие более длинную дорогу. В течение всего времени, начиная с 30 августа до 7 сентября, армия Саладина находилась в непосредственной близости, готовясь к атаке. Мусульмане ждали ошибки со стороны крестоносцев, так как разбить чётко слаженный строй извне у них не было возможности.
В начале сентября Саладин пришёл к выводу, что атакуя мелкими отрядами, христиан невозможно разбить. Для победы ему необходимо бросить все свои войска в бой. К удаче Саладина, путь крестоносцев лежал через один из наиболее обширных лесных регионов Палестины — «Леса Арсуфа», который тянулся вдоль берега моря больше чем на 19 км. Лесной массив легко мог скрыть расположение войск и обеспечить внезапное нападение.
Крестоносцы прошли половину леса и 6 сентября расположились на отдых в лагере, защищённом от леса болотистой рекой Нахр-эль Фалик. К югу от лагеря, примерно в 7 км, лес отступал вглубь материка, образуя узкую равнину (примерно 1,5 на 2 км) между морем и лесистыми холмами, по которой крестоносцам надо было пройти, прежде чем достигнуть Арсуфа. Именно в этой равнине айюбиды решились на атаку. Угрожая нападением на христиан одновременно по всей длине колонны небольшими отрядами, основные свои силы Саладин сосредоточил в центре, для прямой атаки на врага. Он рассчитывал ударить в авангард и центр крестоносцев и надеялся, что созданный разрыв станет фатальным для тыла, находящегося в наиболее сложном положении. В этот разрыв Саладин и планировал бросить свои резервы, чтобы окончательно разбить крестоносцев.

## День битвы

### Продвижение на юг
7 сентября 1191 года, как только передовые отряды Ричарда начали двигаться, разведчики заметили в лесах движение, обнаруживая тем самым присутствие многочисленной армии Саладина.
Ричард предполагал неизбежность битвы с Саладином и заранее выстроил своё войско в боевой порядок: тамплиеры во главе с Робером де Сабле составляли авангард, за ними следовали личные войска Ричарда, состоявшие из бретонцев, нормандцев, англичан и объединённых войск Аквитани, Анжу, Гаскони и Пуату. Ги де Лузиньян командовал объединёнными силами королевства Иерусалимского.
За ними следовали фламандцы под командованием Жака д’Авена и французский контингент во главе с Гуго III Бургундским; иоанниты составляли арьергард. Все части состояли из пехоты и из кавалерии; первые маршировали по берегу, вторые — следовали за ними на кораблях в непосредственной близости. Наибольшие надежды Ричард возлагал на рыцарские ордена, воины которых были наиболее дисциплинированы и уже имели опыт сражений в Святой земле.
Крестоносцы маршировали на юг, айюбиды ударили с севера, в тыл противнику. Точный состав войск Саладина неизвестен, хронист Амбруаз, в своей рукописи «История священной войны» пишет, что пехота состояла из суданцев и бедуинов, лёгкая кавалерия из сирийцев и турок, тяжёлую кавалерию составляли, в частности, мамлюки. Армия была разделена на три части: центр и правое и левое крыло.

Саладин, направив своих лучников в атаку, попытался вынудить тяжёлых рыцарей крестоносцев контратаковать, чтобы из-за неудачной позиции они сломали свой строй и стали лёгкой добычей для пехоты айюбидов. Натиск армии айюбидов был невероятно силён, о чём свидетельствует рукопись «Путешествие короля Ричарда» — Itinerarium Regis Ricardi: 
Богомерзкие турки напали на нашу армию со всех сторон, с направления моря и земли. На две мили вокруг не было места, даже пяди земли, которое бы не было покрыто враждебной расой турок.
Ричард позволил своим копейщикам выйти вперёд, построив тем самым стену из копий, и расставил между ними арбалетчиков для ответного обстрела противника; своих рыцарей отправил за импровизированную стену, запретив им атаковать до его сигнала. Ричард намеревался подождать, пока первые силы сарацин подойдут на расстояние ближнего боя, и лишь затем повести свою кавалерию в разрушительную атаку. Лучники сарацин не могли нанести серьёзного вреда солдатам, закованным в тяжёлую броню. От обстрела страдали иоанниты, находящиеся в самом конце колонны. На них сразу можно было напасть с трёх сторон — с обоих флангов и с тыла. Многим воинам, замыкающим колонну, приходилось идти спиной вперёд, чтобы, подняв щиты, защищать себя и своих товарищей от стрел сарацин, направленных в спины.
Приободряя своих воинов, сам Саладин вместе с младшим братом Сайаф ад-Дином решились возглавить войско, подвергая себя невероятной опасности быть убитыми арбалетчиками, чьи стрелы летели сравнительно дальше стрел айюбидов.

### Арьергард армии
Все попытки айюбидов разбить строй христиан и остановить их продвижение к Арсуфу оказались безуспешными. Ричард твёрдо намеревался сохранить единство армии и контратаковать строго в определённый момент, когда мусульмане, выведенные из себя постоянными безуспешными атаками, ослабят напор. Но выжидать становилось всё труднее, потому как люди, помимо того что страдали от жары и жажды, теряли много лошадей. Некоторые из рыцарей Ричарда начинали сомневаться в возможности контратаки, так как многим из них приходилось присоединяться к пехоте, теряя своих лошадей.
Магистр ордена госпитальеров, Гарнье де Наплуз, неоднократно просил разрешения Ричарда атаковать противника, но всякий раз получал отказ. Но раздражённые и несущие потери среди лошадей иоанниты, не выдержав напора мусульман и не дождавшись сигнала Ричарда, прорвались сквозь строй пехоты и контратаковали правый фланг сарацин.

### Контратака крестоносцев
Вслед за иоаннитами в атаку бросились французские рыцари, идущие перед ними. Ричард понял, что его план по удержанию единого фронта рухнул, и ему не оставалось другого выбора, кроме как направить остальную часть войска в массовую атаку. И всё-таки, несмотря на отрыв арьергарда, кавалерия атаковала единым фронтом, замкнутой линией из тяжёлых всадников, сдержать который у сарацин не было возможности. Самих мусульман, как отмечает Баха ад-Дин, такой резкий переход от пассивной защиты к свирепой атаке со стороны крестоносцев привёл в замешательство и показался им частью заранее разработанной стратегии.
Уже вступивший в перестрелку с крестоносцами правый фланг сарацин, хоть и был плотно собран, но всё-таки находился слишком близко к врагу, чтобы успеть отступить. Некоторым из всадников пришлось спешиться, чтобы более эффективно разить крестоносцев из лука, но это не принесло им успехов. Рыцари, мстя за потери, нанесённые им за время пассивной обороны, уничтожили весь правый фланг сарацин.
Баха ад-Дин отмечает: «Разгром был полный». Сам летописец оказался в середине правого фланга во время контратаки крестоносцев. Пытаясь спастись, он устремился в сторону левого фланга, но обнаружил, что он также атакован крестоносцами. В результате Баха ад-Дин укрылся под защитой личных телохранителей Саладина, которых оставалось лишь 17 человек вместе с барабанщиком.
Однако для Саладина битва на данном этапе не была окончательно проиграна; он надеялся на повторение ситуации, сложившейся ранее. В битве при Акре его кавалерия успешно контратаковала крестоносцев, когда те рассредоточились, чтобы добить разбегающихся противников. Ричард учёл такой риск, и, когда рыцари потеряли непосредственный контакт с преследуемыми, приказал им заново выстроиться в одну линию. Надежды Саладина не оправдались, и ему пришлось контратаковать организованный строй противника.
Контратаки с обеих сторон повторялись ещё несколько раз, прежде чем войско Саладина окончательно отступило в леса около Арсуфа.
Ричард Львиное Сердце находился в самой гуще сражения, о чём свидетельствует «Путешествие короля Ричарда»:
Король Ричард преследовал турок с особой яростью, нападал на них и рассеивал их тела по земле. Никто не мог избежать его меча; куда бы он ни направился, его размахивающий меч всюду расчищал себе путь. Нанося непрекращающиеся удары неустанным мечом, он, казалось, пожинает урожай серпом, так, что трупы убитых им турок покрывали землю на полмили.
Битва завершилась решительной победой Ричарда и его крестоносцев, став первой со времён поражения при Хаттине в 1187 году значительной победой крестоносцев. Саладин потерял много своих людей (около 7,000), в то время как потери крестоносцев оказались сравнительно невелики: около 700 человек, в том числе Жак д’Авен.

## Последствия
Битва при Арсуфе стала настоящим триумфом Ричарда, возвысив его славу в зенит, репутации же Саладина был нанесен серьезный удар. После поражения Айюбиды не решились на новое открытое сражение с крестоносцами, и Ричард продолжил свой путь к Яффе.
10 сентября 1191 года Ричард без сопротивления занял Яффу и начал подготовку к походу на Иерусалим. Хотя английский король так и не решился на осаду Иерусалима, в следующей битве при Яффе Ричард вновь разбил Саладина, благодаря чему под контроль христиан вернулось побережье от Тира до Яффы. Кроме того христиане получили возможность беспрепятственно посещать Иерусалим.